# La Providencia Siglo XXI
La Providencia Siglo XXI, es una localidad de México, ubicado en el municipio de Mineral de la Reforma, en el estado de Hidalgo. Se encuentra conurbada a Pachuca de Soto y pertenece su zona metropolitana.

## Historia
La hacienda La Providencia, se desconoce el año exacto de su fundación, solo se sabe que fue reconstruida a principios del siglo xx. En los años 1980 era apenas una ranchería, para los años 2000 se empieza la construcción de un fraccionamiento en la zona.
El 23 de septiembre de 2000 se solicitó un terreno al Instituto de Vivienda del Estado de Hidalgo, para la construcción de un templo. Se levantó primero una capilla, y después, el templo parroquial; fue elevado a cuasi parroquia el 9 de septiembre de 2010. El 15 de diciembre de 2008 se cambió de nombre de localidad de La Providencia a La Providencia Siglo XXI; y se reconoció oficialmente el 15 de marzo de 2011.

## Geografía
Se encuentra en la región geográfica de la Cuenca de México (Valle de Tizayuca).. Le corresponden las coordenadas geográficas 20° 03’ 53.394” de latitud norte y 98° 43’ 10.034” de longitud oeste, con una altitud de 2303 m s. n. m. Cuenta con un clima semiseco templado.
En cuanto a fisiografía se encuentra dentro de la provincia del Eje Neovolcánico, dentro de la subprovincia de Lagos y Volcanes de Anáhuac; su terreno es de llanura y lomerío. En lo que respecta a la hidrografía se encuentra posicionado en la región del Pánuco, dentro de la cuenca del río Moctezuma, en la subcuenca de río Tezontepec.

## Demografía
En 2020 registró una población de 22 705 personas, lo que corresponde al 11.20 % de la población municipal. De los cuales 10 851 son hombres y 11 854 son mujeres. Tiene 6360 viviendas particulares habitadas.
| Gráfica de evolución demográfica de La Providencia Siglo XXI entre 2000 y 2020               |
|                                                                                              |
| Población de los censos y conteos del Instituto Nacional de Estadística y Geografía (INEGI). |

## Cultura
La hacienda La Providencia, ha quedando rodeada complemente por la localidad; empezó siendo una hacienda agrícola y pulquera, pasó a ser procesadora de maguey y nopal y, finalmente, terminó siendo escenario de acontecimientos sociales. Cuenta con la Parroquia de la Divina providencia, y en junio se realizan las fiestas patronales en honor a la Divina providencia.

## Economía
El tianguis de la localidad es uno de los más destacados de la zona metropolitana de Pachuca, por la cantidad de comerciantes que acuden al mismo y por lo tanto gran cantidad de compradores.